# Michele Muratori
Michele Muratori, né le 13 décembre 1983, est un homme d'État saint-marinais, membre de la Gauche socialiste démocrate (SSD) puis de Saint-Marin Libre depuis 2020. Il est capitaine-régent de Saint-Marin, avec Nicola Selva, du 1er avril au 1er octobre 2019.

## Biographie
Diplômé en sciences de l'éducation à l'université de Bologne, il est éducateur dans un centre pour personnes présentant des difficultés psycho-sociales.
Il entre en politique en 2005 au sein du Parti des socialistes et des démocrates (PSD). Membre du Grand Conseil général depuis 2014, il est membre du conseil des douze et de la commission de la justice. En 2016, il est l'un des fondateurs de la Gauche socialiste démocrate (SSD) dont il est élu président.
Le 13 mars 2019, il est élu capitaine-régent avec Nicola Selva. Les deux hommes entrent en fonction le 1er avril suivant pour un semestre.